# Дрейфуючий (фільм, 1923)
«Дрейфуючий» (англ. Drifting) — американська німа драма режисера Тода Броунінга 1923 року з Прісциллою Дін, Воллесом Бірі та Анною Мей Вонг  у головних ролях.

## Сюжет
У Шанхаї американська дівчина, що займається контрабандою опіуму, знаходиться під наглядом американського агента, який маскується під гірничохімічного інженера. Обидва закохуються, і вона вирішує вийти з наркотичного бізнесу, але боїться чоловіка, який є главою наркотичного кола, на якого вона працювала.

## У ролях
- Прісцилла Дін — Кессі Кук / Люсіль Престон
- Метт Мур — капітан Артур Джарвіс
- Воллес Бірі — Жуль Рєпін
- Джозеф Фаррелл Макдональд — Мерфі
- Роуз Діоне — мадам Поллі Ву
- Една Тіченор — Моллі Нортон
- Вільям В. Монг — доктор Лі
- Анна Мей Вонг — Роза ЛІ
- Брюс Герін — Біллі Хепберн
- Марі Де Альберт — місіс Хепберн
- Вільям Ф. Моран — містер Хепберн
- Френк Леннінг — Чанг Ван